# Sandridge
Sandridge è un villaggio e parrocchia civile dell'Inghilterra, appartenente alla contea dell'Hertfordshire.